# Ламберт, Пол
Пол Ла́мберт (англ. Paul Lambert; род. 7 августа 1969, Глазго) — шотландский футболист и футбольный тренер.

## Карьера игрока

### В клубах
С 1980 года был игроком молодёжного «Линвуд Рейнджерс Бойс Клаб», с 1985 года начал выступления в «Сент-Миррене», с которым в 17 лет выиграл Кубок Шотландии 1986/87. Не имея более никаких достижений с этим клубом, вылетевшим в первый дивизион в сезоне 1991/92, по ходу сезона 1993/94 перешёл в «Мотеруэлл», и сразу же стал бронзовым призёром чемпионата, а на следующий год — серебряным. В сезоне 1995/96 «Мотеруэлл» остановился в шаге от вылета из элитного дивизиона, после чего Ламберт отправился в дортмундскую «Боруссию».
С немецким клубом Пол стал первым британцем, выигравшим главный европейский клубный турнир с заграничным клубом, а также первым британцем, ставшим победителем Лиги чемпионов после её переформирования из Кубка чемпионов. В победном финале Лиги чемпионов 1996/97 Ламберт стал соавтором первого гола Карла-Хайнца Ридле, а также успешно противостоял в центре поля Зинедину Зидану — диспетчеру «Ювентуса».
В ноябре 1997 года Ламберт был куплен «Селтиком» приблизительно за £2 000 000. В 2002 году от Тома Бойда ему перешла капитанская повязка в клубе. С новым клубом он по четыре раза выигрывал чемпионат, Кубок и Кубок лиги Шотландии, в финале Кубка УЕФА 2002/03 в дополнительное время уступил «Порту».
Последний сезон (2005/06) в качестве игрока Ламберт провёл в «Ливингстоне», где был играющим тренером. Клуб вылетел в первый дивизион, уступив ближайшим клубам 15 очков.

### В сборной
В составе сборной Шотландии выступал с 1995 по 2003 годы, был капитаном, играл на чемпионате мира 1998 года, где команда не прошла групповой этап.

## Карьера тренера
После неудачного опыта с «Ливингстоном» Ламберт возглавил клуб второй Футбольной лиги Англии «Уиком Уондерерс», с которым дошёл до полуфинала Кубка лиги, оставив за бортом турнира «Фулхэм» и «Чарльтон Атлетик» из Премьер-лиги, а также сведя вничью первый матч полуфинала с «Челси» (1:1). В сезоне 2007/08 клуб, имел возможность выйти в первую лигу, но проиграл в серии плей-офф, после чего Ламберт был уволен.
С 9 октября 2008 года Полу был доверен клуб первой лиги «Колчестер Юнайтед», с которым он занял 12-е место в лиге.
После этого Ламберт принял другой клуб первой лиги «Норвич Сити». В сезоне 2009/10 Ламберт вывел «канареек» в Чемпионшип, а в сезоне 2010/11 — в Премьер-лигу.
В июне 2012 года возглавил «Астон Виллу», детали контракта не раскрываются. В феврале 2015 года, ввиду неудовлетворительных результатов команды, был отправлен в отставку.

## Достижения

### Командные
Как игрока национальных сборных Шотландии:
- Чемпионат мира:
  - Участник: 1998

Как игрока «Сент-Миррена»:
- Кубок Шотландии:
  - Победитель: 1986/87

Как игрока «Мотеруэлла»:
- Чемпионат Шотландии:
  - Второе место: 1994/95
  - Третье место: 1993/94

Как игрока дортмундской «Боруссии»:
- Лига чемпионов УЕФА:
  - Победитель: 1996/97
- Суперкубок Германии:
  - Победитель: 1996
- Чемпионат Германии:
  - Третье место: 1996/97

Как игрока «Селтика»:
- Кубок УЕФА:
  - Финалист: 2002/03
- Чемпионат Шотландии:
  - Чемпион: 1997/98, 2000/01, 2001/02, 2003/04
  - Второе место: 1998/99, 1999/2000, 2002/03, 2004/05
- Кубок Шотландии:
  - Победитель: 2000/01, 2003/04, 2004/05
  - Финалист: 1998/99, 2001/02
- Кубок шотландской лиги:
  - Победитель: 1997/98, 1999/2000, 2000/01
  - Финалист: 2002/03

Как главного тренера «Норвич Сити»:
- Первая Футбольная лига Англии:
  - Победитель: 2009/10 (выход в Чемпионат Футбольной лиги)
- Чемпионат Футбольной лиги Англии:
  - Второе место: 2010/11 (выход в Премьер-лигу)

### Личные
- Футболист года в Шотландии по версии Ассоциации футбольных журналистов: 2002
- Член Зала славы шотландского футбола (с 15 ноября 2009 года)

## Тренерская статистика
Данные откорректированы по состоянию на 16 февраля 2015 года
| Команда           | Начало работы   | Завершение работы | Показатели | Показатели | Показатели | Показатели | Показатели | Показатели | Показатели | Показатели |
| Команда           | Начало работы   | Завершение работы | М          | В          | Н          | П          | МЗ         | МП         | РМ         | % побед    |
| ----------------- | --------------- | ----------------- | ---------- | ---------- | ---------- | ---------- | ---------- | ---------- | ---------- | ---------- |
| Ливингстон        | 1 июня 2005     | 12 февраля 2006   | 8          | 0          | 1          | 7          | 1          | 23         | -22        | 0          |
| Уиком Уондерерс   | 1 июля 2006     | 20 мая 2008       | 100        | 41         | 28         | 31         | 116        | 100        | +16        | 41         |
| Колчестер Юнайтед | 9 октября 2008  | 18 августа 2009   | 41         | 18         | 7          | 16         | 57         | 46         | +11        | 43,89      |
| Норвич Сити       | 19 августа 2009 | 1 июня 2012       | 136        | 68         | 33         | 35         | 241        | 177        | +64        | 50         |
| Астон Вилла       | 2 июня 2012     | 11 февраля 2015   | 115        | 34         | 26         | 55         | 125        | 184        | -59        | 29,57      |
| Итого             | Итого           | Итого             | 400        | 161        | 95         | 144        | 540        | 530        | +10        | 40,25      |